# International Falcon Movement
|                    |                      |
| Basisdaten         |                      |
| Präsidentin:       | Christina Schauer    |
| Generalsekretärin: | Ruba Hilal           |
| Sitz:              | Brüssel              |
| Mitglieder:        | 57 Mitgliedsverbände |
| Website:           | ifm-sei.org          |

IFM-SEI steht für International Falcon Movement – Socialist Educational International (deutsch Internationale Falkenbewegung – Sozialistische Erziehungsinternationale).
Die IFM ist der internationale Zusammenschluss von 57 sozialdemokratisch und sozialistisch orientierten Kinder-, Jugend- und Familienorganisationen. Im deutschsprachigen Raum sind dies die SJD – Die Falken (Deutschland) und die Roten Falken in Österreich und der Schweiz.
Die IFM arbeitet mit der Sozialistischen Internationale wie auch mit der Sozialistischen Jugendinternationale (IUSY) und den Europäischen Jungsozialisten
(YES) zusammen. Die IFM-SEI ist weiterhin Mitglied des European Youth Forum. Sitz der IFM ist Brüssel. Die Vorläuferorganisation wurde 1922 in Klessheim bei Salzburg gegründet. Die eigentliche Gründung fand 1924 in Hannover statt.

## Präsidenten
- 192500000 Max Winter
- 1955–1959 Anton Tesarek
- 1967–1980 Hans Matzenauer
- 1980–1983 Eric Nielsen
- 1983–1985 Piet Kempenaars
- 198500000 Eric Nilsson
- 1985–1995 Jerry Svensson
- 1995–2001 Jessi Sörensen
- 2001–2005 Östen Lövgren
- 2005–2007 Ted Birch
- 2007–2013 Tim Scholz
- 2013–2016 Ana Maria Almario
- 2013–2018 Sylvia Siqueira Campos
- 2018–0000 Christina Schauer[1]

### Generalsekretäre
- 193100000 Kurt Biak
- 1966–1972 Miguel Angel Martínez Martínez
- 1972–1976 Ilpo Rossi
- 1976–1979 Ulric Andersen
- 1979–1995 Jacqui Cottyn
- 1995–2001 Odette Lambert
- 2001–2007 Uwe Ostendorff
- 2007–2013 Tamsin Pearce
- 2013–2016 Christine Sudbrock
- 2016–0000 Carly Walker-Dawson

## Mitglieder

### Afrika
- Kamerun
OGCEYOD
- Senegal
Action Enfance Senegal
Mouvement National des Pionniers Senegalais
- Mauritius
Movement Falcons Mauritius – Mauritius Socialist Movement Education
- Westsahara
Union Youth Saguiet el-Hamra und Rio de Oro
- Mali
Pionniers of Mali
- Libyen
Youth for Behavioural Change (YOBEC)

### Asien
- Indien
Antar Bharati
Dr Ram Manohar Lohia International Trust
- Pakistan
All Pakistan Federation of United Trade Unions
- Indonesien
KKSP Foundation
- Bhutan
Youth Organization of Bhutan (Exil in Nepal)

### Europa
- Belgien
Faucons Rouges
Rode Valken, RVPA
- Armenien
Armenian Youth Federation (ARF-YO)
- Malta
Falcons of Malta
- Dänemark
DUI – Leg og Virk
- Katalonien
Esplais Catalans
- Slowakei
Fenix
- Norwegen
Framfylkingen
- Lettland
Liepājas Jaunie Vanagi
- Schweiz
Kinderfreunde/Rote Falken
- Litauen
Lietuvos Sakaliuku sajunga
- Ungarn
Magyarország Gyermekbarátok Mozgalma
- Finnland
Nuorten Kotkain Keskusliitto
- Österreich
Österreichische Kinderfreunde/Rote Falken
- Tschechien
Pionýr
- Deutschland
Sozialistische Jugend Deutschlands – Die Falken
- Weißrussland
SYB – The Falcons Belarus, Belarus (Exil in Litauen)
- Serbien
Centre for studies of social democracy – CSSD
- Schweden
Unga Örnar
- Vereinigtes Königreich
Woodcraft Folk
- Georgia
Georgian Falcons
- Portugal
Associacao para a Promocao Cultural da Criança

### Naher Osten
- Israel
Histadrut haNoʿar haʿOved wehaLomed
- Iran
Association for the right of Iranian children (Exil in Frankreich)
- Palästina
Independence Youth Union
Independent Youth Forum
Palestine Red Crescent Society

### Lateinamerika
- Kolumbien
Fundacion Acacia
- Peru
Los Cachorros
Club infantil CHAP "Mayo 23"
Mundo Nuevo
- Mexiko
Movimiento de Expresion Politica (MOEP)
- Guatemala
CEDECAP
- Ekuador
Falcons of Ecuador
- Argentinien
Horneros Punto Ar
- Dominikanische Republik
INDAJOVEN
- Chile
Manque Chile
Agrupacion Integridad Absoluta
- Honduras
Mentes en Accion
- Nicaragua
Movimiento Infantil Luis Alfonso Velásquez Flores (MILAVF)
- Brasilien
MIRIM
- Bolivien
Organizacion Nueva Generacion
- Panama
Panama Verde